# Cantón de Andelot-Blancheville
El cantón de Andelot-Blancheville era una división administrativa francesa, que estaba situada en el departamento de Alto Marne y la región de Champaña-Ardenas.

## Composición
El cantón estaba formado por dieciséis comunas:
- Andelot-Blancheville
- Bourdons-sur-Rognon
- Briaucourt
- Chantraines
- Cirey-lès-Mareilles
- Consigny
- Darmannes
- Ecot-la-Combe
- Forcey
- Mareilles
- Montot-sur-Rognon
- Reynel
- Rimaucourt
- Rochefort-sur-la-Côte
- Signéville
- Vignes-la-Côte

## Supresión del cantón de Andelot-Blancheville
En aplicación del Decreto n.º 2014-163 de 17 de febrero de 2014, el cantón de Andelot-Blancheville fue suprimido el 22 de marzo de 2015 y sus 16 comunas pasaron a formar parte, quince del nuevo cantón de Bologne y una del nuevo cantón de Nogent.